# Женске приче
Женске приче или Љубав је љубав (енгл. The L Word) је америчко-канадска телевизијска драма направљена у копродукцији која је емитована у емисији Шоутајм од 18. јануара 2004. до 8. марта 2009. Серија прати групу пријатељица, од којих су већина лезбијке, које живе у Вест Холивуду у Калифорнији. Илејн  Чајкен је примарни стваралац серије, а уједно је и извршни продуцент.

## Продукција
Женске приче су створили Илејн Чајкен, Мишел Абот и Кејти Гринберг. Чајкен је била главна и извршна директорка серије, као и списатељица и редитељка. Стив Голин и Лари Кенар су били додатни извршни продуценти, док су Ђиневре Турнер, Сузан Милер, Чекриен Дабис и Роуз Трош били део тима писаца серије.
Серија је имала премијеру на Шоутајму 18. јануара 2004. године и емитовала се кроз шест сезона. Завршницу је имала 8. марта 2009. године. Снимљена је у Ванкуверу, Британска Колумбија, у студију Коуст Маунтајн Филмс Студио (Coast Mountain Films Studio) као и на још једној локацији у Лос Анђелесу у Калифорнији.

## Преглед серија

### Глумци и ликови
| Глумац/Глумица    | Лик                       | Појављивање  | Појављивање     | Појављивање     | Појављивање     | Појављивање  | Појављивање     | Појављивање |
| Глумац/Глумица    | Лик                       | Сезона 1     | Сезона 2        | Сезона 3        | Сезона 4        | Сезона 5     | Сезона 6        |             |
| ----------------- | ------------------------- | ------------ | --------------- | --------------- | --------------- | ------------ | --------------- | ----------- |
| Jennifer Beals    | Bette Porter              | Главна улога | Главна улога    | Главна улога    | Главна улога    | Главна улога | Главна улога    |             |
| Pam Grier         | Kit Porter                | Главна улога | Главна улога    | Главна улога    | Главна улога    | Главна улога | Главна улога    |             |
| Laurel Holloman   | Tina Kennard              | Главна улога | Главна улога    | Главна улога    | Главна улога    | Главна улога | Главна улога    |             |
| Leisha Hailey     | Alice Pieszecki           | Главна улога | Главна улога    | Главна улога    | Главна улога    | Главна улога | Главна улога    |             |
| Katherine Moennig | Shane McCutcheon          | Главна улога | Главна улога    | Главна улога    | Главна улога    | Главна улога | Главна улога    |             |
| Mia Kirshner      | Jenny Schecter            | Главна улога | Главна улога    | Главна улога    | Главна улога    | Главна улога | Главна улога    |             |
| Erin Daniels      | Dana Fairbanks            | Главна улога | Главна улога    | Главна улога    | Гостујућа улога |              |                 |             |
| Karina Lombard    | Marina Ferrer             | Главна улога |                 |                 | Гостујућа улога |              | Гостујућа улога |             |
| Eric Mabius       | Tim Haspell               | Главна улога | Гостујућа улога | Гостујућа улога |                 |              | Гостујућа улога |             |
| Sarah Shahi       | Carmen de la Pica Morales |              | Main            | Main            |                 |              | Гостујућа улога |             |
| Rachel Shelley    | Helena Peabody            |              | Главна улога    | Главна улога    | Главна улога    | Главна улога | Главна улога    |             |
| Eric Lively       | Mark Wayland              |              | Главна улога    |                 |                 |              |                 |             |
| Daniela Sea       | Moira/Max Sweeney         |              |                 | Главна улога    | Главна улога    | Главна улога | Главна улога    |             |
| Dallas Roberts    | Angus Partridge           |              |                 | Главна улога    | Главна улога    |              | Гостујућа улога |             |
| Janina Gavankar   | Eva "Papi" Torres         |              |                 |                 | Главна улога    |              | Гостујућа улога |             |
| Rose Rollins      | Tasha Williams            |              |                 |                 | Главна улога    | Главна улога | Главна улога    |             |
| Marlee Matlin     | Jodi Lerner               |              |                 |                 | Главна улога    | Главна улога | Главна улога    |             |

### Наслов
Савремена употреба фразе "реч Л" као псеудоним за лезбијке датира још из представе Мај блу хевен из 1981. године, драматуршкиње Џејн Чемберс, у којој један глумац изговара: Стварно си. . . ? Реч Л? Господе Боже, никад нисам срео ниједну раније.
Првобитно име за Л реч било је Земљани, ретко коришћени сленг израз за лезбијке.

## Заплет

### Сезона 1
Прва сезона Женских прича премијерно је приказана 18. јануара 2004. године и завршена 11. априла 2004. године. У првој сезони представљене су Бет Портер и Тина Кенард, пар у седмогодишњој вези који покушавају да имају дете; Марина Ферер, власница локалног кафића Планета; Џени Шетер, која се недавно преселила у Лос Анђелес, где живи са својим дечком Тимом Хаспелом; Шејн Макачеон, андрогена и изразито сексуална фризерка; Алис Пешечки, бисексуална новинарка; Дејна Фербанкс, професионална тенисерка која је још увек "у ормару"; и Кит Портер, Бетина хетеросексуална полу-сестра.
Главне приче у сезони укључују Бетин и Тинин покушај да имају дете, али се то завршава побачајем. Веза им се окончава због Бетине неверности. Џени истражује своју сексуалност и прекида везу са Тимом да би била са Марином, само да би Марина прекинула везу када се њен властити љубавник врати у Лос Анђелес. Шејн има аферу са богаташицом Чери Џаф, док Дејна има везу са Ларом Перкингс.

### Сезона 2
Друга сезона Женских прича премијерно је приказана 20. фебруара 2005. године, а завршена је 15. маја 2005. године. Сезона представља Кармен де ла Пика Моралес, ДЈ-а који постаје део љубавног троугла са Шејн и Џени; Хелену Пибоди, богату покровитељицу уметности која постаје супарница Бети и показује заинтересованост за Тину; и Марка Вејленда, продуцента документарног филма који се усељава са Шејн и Џени.
Главне приче у сезони укључују Тинину трудноћу након друге оплодње, која је кулминирала измирењем Тине и Бетте на крају сезоне; Кит је купио Планету након одласка Марине из Лос Анђелеса; Шејн и Џени постају непознати ликови Марковог документарца након што он постави скривене камере у њихов дом; развијајући однос између Алис и Дејне; и увид у Џенину прошлост као злостављано дете.

### Сезона 3
Трећа сезона Женских прича премијерно је приказана 8. јануара 2006. године, а завршена је 26. марта 2006. Сезона уводи Мојру Свини Моира Свини, буч девојку из радничке класе; и Ангуса Партриџа, мушку дадиљу која постаје Китин љубавник.
Сезона је постављена шест месеци након рођења Тинине и Бетине ћерке Анђелике. Главне приче укључују Мојрино преузмање имена Мак након што се декларисала као трансмушкарац; Дејнину дијагнозу и коначну смрт од рака дојке; веридбу и венчање Шејн и Кармен, које се завршава када Шејн напусти Кармен пред олтаром. Хелена је интегрисана у примарну групу ликова као пријатељ, а не супарница; она купује филмски студио, у коме је заплетена у парницу за сексуално узнемиравање због чега њена мајка прикида да је финансијски подржава.
У уводном делу треће сезоне, вебсајт FanLib.com је покренуо такмичење где су фанови могли да предложе расплет, а победничка прича је уклопљена у сцену у епизоди треће сезоне.

### Сезона 4
Серија је обновљена за четврту сезону 2. фебруара 2006, и почела је да се снима 29. маја 2006. Сезона је емитована од 7. јануара 2007. до 25. марта 2007. и представља Џоди Лернер, која је заинтересована за Бет; Филис Крол, Бетину нову шефицу на калифорнијском уметничком колеџу која је још у ормару; Пејџ Собел , која је заинтересована за Шејн; Ташу Вилијамс, бивша капетанку Националне војне гарде која је заљубљена у Алис; и Папи.  Карина Ломбард репризира своју улогу Марине у две епизоде.
Главне приче у сезони укључују адаптацију филма Лез Грлс, чланка који је Џени написала за The New Yorker; Бет се запослила као деканица на калифорнијском уметничком колеџу; Ташину борбу да помири војну службу са својом сексуалношћу под колоквијалним изразом не питајте, не причајте .

### Сезона 5
Серија је обновљена за пету сезону 8. марта 2007, а почела је да се снима у лето 2007. Сезона је емитована од 6. јануара 2008. до 23. марта 2008. и представља Адел Ченинг, Џенину нову личну помоћницу; Ники Стивенс, лезбијску глумицу која глуми главну улогу у Лез Грлс ; и Дон Денбо која са својом љубавницом Синди Такр отвара ривалски бар за Планету  Папи и Ангус нису више у серији.
Главне приче у сезони укључују Бет и Тину које усклађују своју везу, Џени која је избачена из продукције Лез Грлс, а Таша одлази из војске.

### Сезона 6
Шеста и последња сезона Женских прича емитована је од 18. јануара 2009. до 8. марта 2009.  Сезона представља Кели Вентворт, Бетину цимерку која покушава да отвори галерију са њом;  Џејми Чен, социјалну радницу који се укључује у љубавни троугао са Алис и Ташом; и Мерибет Дафи и Шон Холден, детективе из ЛАПД-а .
Сезона је фокусирана на убиство Џени. Догађаји у сезони приказани су као повратни удар који води до ноћи злочина, а свака епизода је била фокусирана на оно што би могло сваком лику у серији дати мотив да убије Џени. Серија се закључује без откривања идентитета Џениног убице.